# Wejść między lwy
Wejść między lwy (ang. Lie Down with Lions) – powieść sensacyjno-szpiegowska brytyjskiego pisarza Kena Folletta z 1986 roku. W 1991 roku ukazała się w Polsce nakładem Wydawnictwa Amber pod tytułem Wejść między lwy, a w 2008 nakładem Wydawnictwa Albatros pod tytułem Lwy Pansziru (oba wydania w przekładzie Jacka Manickiego).

## Fabuła
Akcja powieści rozgrywa się w 1982 r. w Afganistanie. Jest to czas okupacji tego kraju przez ZSRR. W kraju istnieje ruch oporu, ale przywódcy różnych grup partyzanckich są podzieleni i nie potrafią współpracować w walce przeciw najeźdźcom. Do Afganistanu udaje się Jean-Pierre, francuski, lewicowy ideowiec, który został zwerbowany przez KGB. Będąc przekonany o słuszności sprawy, o którą walczy, dostarcza on Rosjanom informacji o konwojach z bronią i lekarstwami, jakie docierają do mudżahedinów z terytorium Pakistanu. Mimo iż przebywa wśród ludności tubylczej i ma bezpośredni kontakt z mudżahedinami, ci nie podejrzewają go o współpracę z KGB, bo widzą w nim tylko lekarza, który im pomaga. Angielka Jane, jego żona, zaczyna coś podejrzewać, ale nie ma pewności co do współpracy męża z okupantem. Sytuacja zmienia się diametralnie, gdy do Afganistanu przybywa dawny znajomy Jean-Pierre'a Amerykanin Ellis Thaler, dawny kochanek Jane. Jego obecność w kraju ogarniętym rebelią przeciwko Rosjanom nie jest przypadkowa. Jest on bowiem agentem CIA, a jego zadaniem jest doprowadzenie do zjednoczenia wszystkich grup mudżahedinów wokół jednego z przywódców powstania, Masuda, przeciwko rządowi w Kabulu sterowanego z Moskwy. Między Ellisem a Jane odradza się dawna miłość. Jane coraz bardziej angażuje się po stronie Ellisa i mudżahedinów, przeciwko Jean-Pierre'owi. Gdy Rosjanie wpadają na trop agenta CIA, zaczyna się pełna przygód ucieczka. Ellis wraz z Jane i jej dwumiesięczną córeczką próbują uciec do Pakistanu, aby przekazać Amerykanom ustalenia dotyczące zjednoczenia partyzantów i dostaw amerykańskiej broni dla Masuda. Uciekając ratują też swoje życie i przyszłość rebelii. Po kilku spektakularnych zwrotach akcji ucieczka się udaje, a Ellis (który naprawdę ma na imię John) oraz Jane zaczynają nowe, wspólne życie.

## Adaptacje
Książka została zekranizowana w 1994 w postaci filmu telewizyjnego w reżyserii Jima Goddarda. W rolach głównych wystąpili Timothy Dalton, Marg Helgenberger, Jürgen Prochnow i Omar Sharif.